# Cariboo Mountains
Cariboo Mountains – pasmo górskie w Kanadzie, część łańcucha górskiego Columbia Mountains. Cariboo zajmują obszar około 16 333 km², równoleżnikowo rozciągają się na 237 km, zaś południkowo na 205 km. Znajdują się w całości na obszarze Kolumbii Brytyjskiej. Najwyższym szczytem jest Mount Sir Wilfrid Laurier (3516 m n.p.m.).
Najwyższe szczyty pasma Cariboo znajdują się w grupie zwanej Premier Range. Wszystkie szczyty noszą w niej nazwy pochodzące od premierów: 11 kanadyjskich, jednego brytyjskiego oraz jednego Kolumbii Brytyjskiej. Najbardziej niedawno nadaną nazwą jest Mount Pierre Elliott Trudeau. Najwyższą górą poza Premier Range jest Quanstrom Peak (3038 m n.p.m.). Jest ona również najbardziej północnym szczytem pasma powyżej 3000 m wysokości.
Większość Cariboo Mountains stanowią tereny parków prowincjonalnych. Największą powierzchnię zajmuje Wells Gray Provincial Park utworzony w 1939 roku i obecnie 4. pod względem wielkości w Kolumbii Brytyjskiej. Oprócz tego tereny Cariboo zajmują m.in. Bowron Lake Provincial Park oraz Cariboo Mountains Provincial Park.

## Najwyższe szczyty[1]
- Mount Sir Wilfrid Laurier – 3516 m n.p.m.
- Mount Sir John Abbott – 3398 m n.p.m.
- Mount Sir John Thompson – 3349 m n.p.m.
- Mount MacKenzie King – 3234 m n.p.m.
- Quanstrom Peak – 3038 m n.p.m.
- Mount Goodall – 2930 m n.p.m.